# Имунный
Имунный (Имунное) — село в Тарумовском районе Дагестана. Входит в состав сельского поселения сельсовет «Новогеоргиевский».

## Географическое положение
Расположено на левом берегу речки Сулла-Чубутла, в 18 км от районного центра села Тарумовка, на территории, окружённой Ногайским районом.

## История
Образован на базе центральной усадьбы совхоза «Имунный». Ранее носил название Солнечный.

## Население
| 1989 | 2002 | 2010 | 2021 |
| ---- | ---- | ---- | ---- |
| 341  | ↘317 | ↗361 | ↗368 |

Национальный состав
По результатам Всероссийской переписи населения 2010 года:
| № | Национальность | Численность, чел. | Доля   |
| - | -------------- | ----------------- | ------ |
| 1 | даргинцы       | 199               | 55,2 % |
| 2 | ногайцы        | 65                | 18,0 % |
| 3 | лезгины        | 25                | 6,9 %  |
| 4 | табасараны     | 22                | 6,1 %  |
| 5 | кумыки         | 16                | 4,4 %  |
| 6 | агулы          | 14                | 3,9 %  |
| 7 | другие         | 20                | 5,5 %  |

## Хозяйство
Виноградарческий совхоз «Имунный»